# 羅馬尼亞正教會大主教座堂

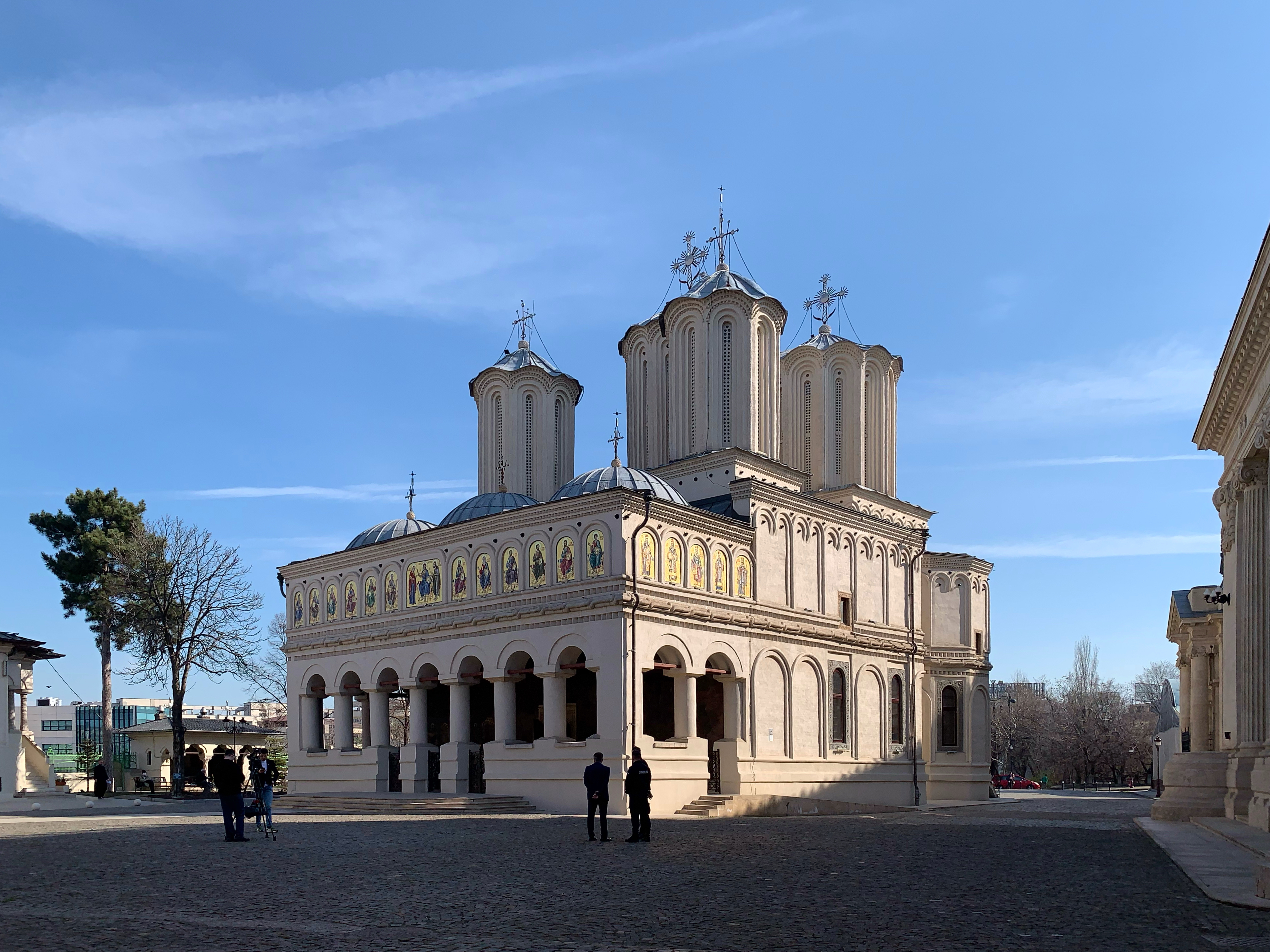
羅馬尼亞正教會大主教座堂

羅馬尼亞正教會大主教座堂（羅馬尼亞語：Catedrala Patriarhală din Bucureşti）是位於羅馬尼亞首都布加勒斯特的一座教堂，鄰近羅馬尼亞正教會大主教宮。教堂始建於1654年，竣工於1658年，是羅馬尼亞的指定歷史紀念建築。
44°25′28.54″N 26°5′52.16″E / 44.4245944°N 26.0978222°E